# ゲイトウェイ (バンド)
ゲイトウェイ（Gateway）は、1975年に結成されたアメリカのジャズ・トリオ。メンバーは、ギタリストのジョン・アバークロンビー、ベーシストのデイヴ・ホランド、ドラマーのジャック・ディジョネットであった。このグループは、1975年に録音されたコリン・ウォルコットのデビュー・アルバム『クラウド・ダンス』（ECM 1062）にも参加している。このトリオは、ディジョネットの70歳の誕生日を記念して、2012年にパフォーマンスを行うため一時的に再結成した。

## ディスコグラフィ

### アルバム
- 『ゲイトウェイ』 - Gateway (1976年、ECM)
- 『ゲイトウェイ2』 - Gateway 2 (1978年、ECM)
- 『ホーム・カミング』 - Homecoming (1995年、ECM)
- 『イン・ザ・モーメント』 - In the Moment (1996年、ECM)